# چاملانگ
چاملانگ کوهی است به ارتفاع ۷۳۱۹ متر واقع در قارهٔ آسیا که در هیمالیای نپال و در نزدیکی کوه ماکالو قرار دارد. این کوه که از نظر ارتفاع ۷۸مین کوه بلند جهان شناخته می‌شود بخشی از پارک ملی ماکالو بارون را تشکیل می‌دهد. همچنین دریاچه کوهستانی بزرگی در کوهپایهٔ جبههٔ شمالی آن وجود دارد.
سو آنمای ژاپنی و پاسانگ پوتار هندی نخستین کوهنوردانی بودند که در تاریخ ۳۱ مهٔ ۱۹۶۲ موفق به فتح قلهٔ چاملانگ برای نخستین بار شدند.